# Мит-Сильсиль
Мит-Сильсиль (араб. ميت سلسيل‎) — город на севере Египта, расположенный на территории мухафазы Дакахлия.

## Географическое положение
Город находится на северо-востоке мухафазы, в восточной части дельты Нила, к югу от канала Эль-Бахр-эс-Сагир, на расстоянии приблизительно 38 километров к северо-востоку от Эль-Мансуры, административного центра провинции. Абсолютная высота — 12 метров над уровнем моря.

## Демография
По данным переписи 2006 года численность населения Мит-Сильсиля составляла 31 272 человека.
Динамика численности населения города по годам:
| 1996   | 2006   | 2018   |
| ------ | ------ | ------ |
| 29 773 | 31 272 | 44 160 |

## Транспорт
Ближайший гражданский аэропорт расположен в городе Порт-Саид.